# Лада-Русь, Светлана Михайловна
Светла́на Миха́йловна Лада-Русь (до 28 мая 2015 года носила фамилию Пеуно́ва) (род. 11 февраля 1958) — российский общественный деятель, учредитель и советник АНО «Академия развития Светланы Пеуновой», кандидат психологических наук, член Союза писателей России. Участвовала в президентских выборах в России 2012 года.
В 2010—2011 годах подала заявление в ФСБ с просьбой проверить деятельность первых лиц российского государства (Владимира Путина, Дмитрия Медведева) на предмет совершения таких преступлений как «диверсия», «госизмена», «смена конституционного строя».
Являлась председателем Общероссийской политической партии «ВОЛЯ», ликвидированной 9 августа 2016 года решением Верховного Суда Российской Федерации за экстремистскую деятельность. 24 ноября 2016 года Апелляционная коллегия Верховного Суда Российской Федерации подтвердила ранее принятое решение.
Находится в международном розыске. В России объявлена в федеральный розыск и заочно арестована по обвинению в мошенничестве и умышленном причинении тяжкого вреда здоровью. 23 марта 2023 г. Министерство юстиции РФ включило Светлану Ладу-Русь в реестр иностранных агентов.

## Биография
Родилась в 1958 году в семье военнослужащего и учительницы. С 1960 года проживала в Куйбышеве, позже переименованном в Самару. Замужем, двое детей.
В 1978 году окончила Куйбышевское музыкальное училище, в 1983 году — Куйбышевский педагогический институт, в 2001 году — Самарский медицинский колледж имени Н. Ляпиной, в декабре 2006 года — юридический факультет Самарского государственного университета. В октябре 2006 года в Российском государственном педагогическом университете имени А. И. Герцена под научным руководством доктора психологических наук, профессора В. А. Ананьева защитила диссертацию на соискание учёной степени кандидата психологических наук по теме «Программа неспецифической профилактики социально-стрессовых расстройств» (специальность — 19.00.04 «медицинская психология (психологические науки)»). Официальные оппоненты — доктор психологических наук, профессор В. Л. Малищук, доктор психологических наук, профессор С. Л. Соловьёва. Ведущая организация — Санкт-Петербургская медицинская академия последипломного образования.
После окончания педагогического института с 1983 года работала преподавателем в музыкальных и общеобразовательных школах. В 1996 году открыла в Самаре Центр народной медицины «Путь к Солнцу», директором которого она являлась с момента его основания до 2007 года. Является учредителем автономной некоммерческой организации «Академия развития Светланы Пеуновой».
С 1998 по 2007 год — президент областной общественной организации «Региональный Центр „Профессиональная медицинская ассоциация специалистов традиционной и народной медицины“». А с 2003 по 2007 год — президент межрегиональной общественной организации «Межрегиональный Центр „Профессиональная медицинская ассоциация специалистов традиционной и народной медицины“».
Имеет два патента РФ на изобретения: № 2177346 «Способ восстановления естественного гармонического функционального состояния организма человека» и № 2182021 «Способ обучения учителем-биоэнергооператором ученика коррекции состояния организма для его гармонизации».
Является автором ряда печатных изданий, выпущенных собственным издательством.
Является сторонником теории «заговора рептилоидов».

### Семья
Двое сыновей: Илья и Никита Пеуновы.

## Участие в политической жизни
В декабре 2003 года Пеунова баллотировалась в Государственную думу РФ как самовыдвиженец от Тольяттинского избирательного округа № 155 и набрала 11,07 % голосов (третий результат по итогам голосования).
В марте 2004 года принимала участие в выборах мэра города Тольятти и набрала 10,22 % голосов.
В марте 2007 года баллотировалась в Самарскую Губернскую думу по Промышленному округу № 7 (результат 16,68 % голосов, четвёртое место).
В январе 2008 года заявила о желании участвовать в выборах мэра Тольятти, но ей было отказано в регистрации кандидатом. Горизбирком мотивировал отказ нарушениями в оформлении документов.
23 августа 2008 года в Самаре в ДК им. Литвинова прошло первое учредительное собрание партии «Воля». На собрании присутствовали 302 делегата от 44 регионов. Они избрали членов центрального исполнительного комитета и ревизионной комиссии. Лидером партии была единогласно избрана Светлана Пеунова.

Мы будем жёстко оппонировать правящей партии. Мы поняли, что в теперешней выборной ситуации, когда во власть попадают только по договорённости, благодаря связям или за деньги, у нас, кроме создания партии, другого выхода нет, партии, консолидирующей всё общество, не выражающей интересы олигархов, властных кругов, или только пролетариата. Все слои общества должны быть объединены, защищены, каждый должен быть на своём месте, чтобы не было конфликта и дисгармонии.
— Светлана Пеунова
В 2010 году Пеунова попыталась выдвинуть свою кандидатуру на пост мэра Самары, но ей было отказано в регистрации кандидатом. 100 % подписей, собранных за Пеунову, были признаны недействительными в связи с тем, что в подписном листе отсутствовала графа, в которой указываются сведения о непогашенной судимости, если таковая имеется (нарушена форма подписного листа).
Созданная Светланой Пеуновой организация «Воля» испытывала сложности при регистрации её как политической партии в Министерстве юстиции России. Причинами отказа в регистрации партии являлось указание в учредительных документах организации «Воля» граждан, умерших до даты учредительного съезда Партии 24 декабря 2010 года, а также указание информации о местах регистрации граждан, несоответствующей фактическим данным. В октябре 2012 года партия была зарегистрирована.
В июне 2013 года подала документы на участие в прямых досрочных выборах мэра Москвы.
В 2014 году Пеунова подала заявку на выдвижение в кандидаты на пост губернатора Самарской области, но не прошла муниципальный фильтр. Она собрала 250 нотариально заверенных согласий муниципальных депутатов из 266, необходимых для регистрации.

На выборах губернатора у нас сложилась ситуация, когда серьёзные политические партии с огромной историей не смогли собрать подписи муниципальных депутатов для своих кандидатов. Ни одна партия не смогла! Их на голову обошла [лидер партии «Воля» Светлана] Пеунова, которая была близка к заветной цели. А партии с очень мощными говорящими головами, с серьёзными ребятами, которые стоят за своими лидерами, когда те что-то вещают с трибуны, оказались неспособны собрать и десятой части. И мы были вынуждены собрать им эти подписи. Это на самом деле неправильно.
— Александр Фетисов

### Попытка выдвижения кандидатом в президенты
7 декабря 2011 года в Самарской области состоялось собрание по выдвижению Светланы Пеуновой кандидатом в Президенты России. Собрание проводилось под открытым небом на загородном участке Светланы Пеуновой. Процесс регистрации 528 участников собрания занял более 8 часов.
18 декабря 2011 года Центральная избирательная комиссия России зарегистрировала группу избирателей, созданную для поддержки самовыдвижения Светланы Михайловны Пеуновой кандидатом на выборах президента Российской Федерации в 2012 году. Были зарегистрированы уполномоченные представители указанной группы, кандидату дано разрешение открыть специальный избирательный счёт для формирования избирательного фонда.
18 января 2012 года Пеунова представила в Центризбирком 243 тысячи подписей вместо 2 миллионов, необходимых для регистрации кандидатом в президенты. При этом она обвинила других кандидатов, представивших требуемое число подписей, в фальсификации либо использовании административного ресурса. Схожие мнения высказывают политолог Минченко и специалисты по выборным технологиям.
Пеунова подала иск в Верховный суд РФ с требованием отменить постановление ЦИК РФ об отказе в регистрации её кандидатом.
26 марта 2012 года Верховный суд РФ признал законным отказ Центризбиркома РФ в регистрации Светланы Пеуновой в качестве кандидата на пост президента России в связи с отсутствием необходимых документов, в том числе двух миллионов подписей в её поддержку.

## Инциденты
В 2008 году Региональным управлением по борьбе с организованной преступностью проведён обыск и изъятие документов, компьютеров и кассового аппарата в офисе «Академия развития Светланы Пеуновой»
9 октября 2008 года против директора АНО «Академия развития Светланы Пеуновой» Ольги Сахно было возбуждено уголовное дело по статье «Незаконное предпринимательство». 4 сентября 2009 года ГУВД области прекратило уголовное дело в связи с отсутствием состава преступления.
8 ноября 2010 года Светлана Пеунова подала заявление в Следственное управление ФСБ России, просила провести проверку на предмет наличия признаков государственной измены в действиях Путина В. В., Медведева Д. А. и Сердюкова А. Э. в связи с подписанием российским руководством соглашения «Партнёрство ради мира». В возбуждении уголовного дела по заявлению Пеуновой было отказано.
24 января 2011 года Светлана Пеунова подала заявление в Следственный комитет Российской Федерации, в котором просит проверить деятельность Владимира Путина и российских спецслужб на предмет возможного наличия в их действиях признаков составов преступлений, предусмотренных ст. 205 УК РФ (террористический акт), а также ст. 293 УК РФ (халатность). 4 февраля было подано дополненное заявление. Проверка по данному обращению не была проведена.
21 февраля 2011 года Светлана Пеунова подала заявление в Следственный комитет Российской Федерации, где привела факты деятельности руководителей России, которые, по её мнению, привели к насильственному изменению конституционного строя России. На основании чего, руководствуясь ст.ст. 144—145, п. 8 ст. 448 УПК РФ, она просила провести объективную проверку на предмет наличия в действиях Путина Владимира Владимировича признаков преступления, предусмотренного ст. 278 УК РФ, и в случае обнаружения таковых рассмотреть вопрос о возможности возбуждения уголовного дела. Заявление подписали также более 5 тысяч граждан РФ. Законодательство РФ предусматривает различный порядок проверки действий бывшего и действующего президентов страны. Поэтому заявление о проверке действий Путина В. В. было подано в Следственный комитет РФ, а о проверке действий Медведева Д. А. 22 февраля было подано в Госдуму РФ. Заявление было рассмотрено в СУ по ЦАО Москвы, в проведении проверки отказано с формулировкой: «В заявлении не содержится конкретных данных, указывающих на признаки каких-либо преступлений в действиях Путина В. В., оно строится исключительно на предположениях о возможном наличии состава преступления… оснований для проведения проверки… не имеется».
15 марта 2011 года в Следственное управление ФСБ России было подано заявление, подписанное Светланой Пеуновой. Заявители перечислили действия, приписываемые руководству России, которые, по их мнению, могут подпадать под действие ст. 275 УК РФ — государственная измена. В заявлении было перечислено 11 пунктов:
- действия по предоставлению потенциальному противнику стратегических данных, составляющих государственную тайну;
- действия по затоплению станции «Мир»;
- действия во время трагедии с подводной лодкой «Курск»;
- действия по ликвидации российских разведывательных баз в Камрани и Лурдесе;
- действия по передаче российских территорий и российского имущества другим странам;
- действия по передаче США ядерных технологий (ЯРТ);
- действия по продаже высокообогащённого урана;
- действия по подписанию и ратификации договора между Российской Федерацией и Соединёнными Штатами Америки о мерах по дальнейшему сокращению и ограничению стратегических наступательных вооружений (СНВ-3);
- действия по присоединению России к ВТО;
- действия по вложению денежных средств Стабилизационного фонда РФ и золотовалютных резервов в облигации иностранных государственных агентств и центробанков, ценные бумаги международных финансовых организаций и долговые обязательства иностранных государств;
- действия по продаже российских земель иностранцам.

18 марта 2011 года Пеунова подала ещё одно заявление в ФСБ России. Она просила проверить, не содержат ли действия Путина и Медведева признаков преступления, предусмотренного ст. 281 УК РФ — диверсия. Всего заявление подписало 3840 граждан России.
В 2011—2012 году в Ленинском районном суде города Владимира рассматривалось дело о признании книги Светланы Пеуновой «Вся власть народу? Исповедь современника» экстремистским материалом. По результатам проверки прокуратура города Владимира обратилась в суд с иском о признании указанной книги, а также её ознакомительной версии экстремистским материалом. 25 июля 2012 года суд постановил отказать прокуратуре в иске о признании книги Пеуновой экстремистским материалом. Прокуратура города Владимира подала апелляционную жалобу на это решение. 25 октября областной суд города Владимира рассмотрел жалобу и оставил решение Ленинского районного суда без изменения.
8 июня 2016 года Светлана Пеунова, скрывшись от органов следствия, была объявлена в федеральный розыск.
12 июля 2016 года Следственной частью Главного следственного Управления ГУ МВД России по Самарской области возбуждено уголовное дело по пункту «а», части 3, статьи 111 Уголовного Кодекса РФ в отношении Светланы Михайловны Лады-Русь (Пеуновой) и Марины Владимировны Герасимовой. По версии следствия в ноябре 2015 года действуя группой лиц по предварительному сговору подозреваемые путём шантажа, психологического воздействия и угроз в отношении потерпевшей, причинили последней тяжкий вред здоровью, повлёкший психическое расстройство. Герасимову признали виновной. В связи с тем, что Лада-Русь (Пеунова) ранее скрылась от следствия, она объявлена в международный розыск.

## Критика
В её книгах всё пропитано ложью. Она пишет о том, как остановила ядерное облако, идущее с Балаковской АЭС. Или о том, что она мысленно остановила налёт саранчи на Самарскую область. Я понимаю, что целительство существует, но нельзя писать о том, что ты можешь заочно вылечить рак третьей степени. Это всё привлекает людей слабых, несчастных. Ей, видимо, никто не говорил об этом раньше. Мы впервые видим человека, который рвётся к политической карьере через психологическое воздействие.
— Сергей Дьячков
Российская ассоциация центров изучения религии и сект (РАЦИРС), объединяющая региональные общественные организации, работающие по проблеме сектантства на территории постсоветского пространства, и возглавляемая Александром Дворкиным, причисляет организацию «Путь к Солнцу» к списку наиболее известных деструктивных тоталитарных сект и групп, обладающих значительным числом признаков таковых, а также оккультных центров и движений.

## Сочинения

### Книги
- Пеунова С. М. Мысли на каждый день. Самара : Путь к Солнцу, Европринт, 2006. 385 с.
- Пеунова С. М. Вся власть народу? : исповедь современника. Самара : Изд. дом Светланы Пеуновой, 2007. 346 (Путь к солнцу) (Бестселлер будущего) ISBN 978-5-98897-030-9
- Пеунова С. М. Азбука счастья. 2-е изд., испр. и доп. Самара : Изд. дом Светланы Пеуновой, 2007. ISBN 5-98897-023-0
- Пеунова С. М. Все мы — только половинки. 4-е изд., испр. и доп. Самара : Изд. дом Светланы Пеуновой, 2010. (Учебник жизненных истин; …) ISBN 978-5-98897-068-2
- Про любовь. Самара : Изд. дом Светланы Пеуновой, 2011. 107 с. (Серия «Советы на все случаи жизни») ISBN 978-5-98897-089-7
- Пеунова С. М. «Всюду деньги…». Самара : Изд. дом Светланы Пеуновой, 2011. 81 с. (Советы на все случаи жизни) ISBN 978-5-98897-079-8
- Пеунова С. М. Давайте совместим миры… 2-е изд., перераб. и доп. Самара : Изд. дом Светланы Пеуновой, 2010. 214 с. ISBN 978-5-98897-063-7
- Пеунова С. М. Посмотри на себя… Самара : Изд. дом Светланы Пеуновой, 2010. 109 с. (Советы на каждый день) (Советы на все случаи жизни) ISBN 978-5-98897-075-0
- Пеунова С. М. Жизнь в обществе. Самара: Изд. дом Светланы Пеуновой, 2011. 148 с. (Серия «Советы на все случаи жизни») ISBN 978-5-98897-090-3
- Пеунова С. М. Мы и наши дети. Самара : Издательский дом Светланы Пеуновой, 2011. 119 с. (Советы на все случаи жизни) ISBN 978-5-98897-076-7
- Пеунова С. М. «На здоровье!». Самара : Изд. дом Светланы Пеуновой, 2011. 138 с. (Советы на все случаи жизни). ISBN 978-5-98897-091-0
- Пеунова С. М. Я — женщина. Самара : Издательский дом Светланы Пеуновой, 2011. 111 с. (Советы на все случаи жизни). ISBN 978-5-98897-077-4
- Пеунова С. М. «Я — мужчина». Самара : Изд. дом Светланы Пеуновой, 2011. 107 с. (Советы на все случаи жизни). ISBN 978-5-98897-078-1
- Пеунова С. М. О жизни. 2-е изд. Самара : Изд. дом С. Пеуновой, 2011. 190 с. ISBN 978-5-98897-081-1
- Пеунова С. М. «Осторожно: магия!». Самара : Пеунова С. М., 2011. 146 с. (Советы на все случаи жизни). ISBN 978-5-98897-092-7
- Пеунова С. М. Отношения в семье. Самара : Изд. дом Светланы Пеуновой, 2011. 189 с. (Советы на все случаи жизни) ISBN 978-5-98897-088-0
- Пеунова С. М. Есть в жизни счастье?: новый мировой порядок: будет ли жизнь. Самара : Изд. дом. Светланы Пеуновой, 2015. 210 с. ISBN 978-5-98897-137-5
- Пеунова С. М. Я — мама. Самара : Изд. дом Светланы Пеуновой, 2015. 156 с. (Советы на все случаи жизни) ISBN 978-5-98897-142-9

### Статьи
- Пеунова С. М. Загадка под названием «личность» // «Аспирантский вестник Поволжья». № 2. 2003.
- Пеунова С. М. Влияние семьи на процесс развития личности ребёнка // Социально-психологические аспекты формирования личности: материалы межрегиональной науч.-практ.конференции, Часть1. — Шадринск: Шадринский государственный педагогический институт, 2004. — 201 с.
- Пеунова С. М. Конфликтное общество, стрессы и человек. // Телескоп: Научный альманах. — Вып.6. — Самара: Издательство «НТЦ», 2004. — 318 с.
- Пеунова С. М. Интегративный подход в психологии здоровья. // Материалы третьего национального конгресса по интегративной медицине. (приложение к журналу "Вестник Санкт-Петербургской государственной медицинской академии им. И. И. Мечникова.-СПб.: СПбГМА им. И. И. Мечникова), 2006. С. 112—114.
- Пеунова С. М. Оценка эффективности программы неспецифической профилактики в динамике. // Балтийский вестник, сентябрь 2006, С. 37-49

## ОСВР и «Совет матерей и жён»
В ноябре 2020 года, на IV съезде созданной бывшими активистками партии «Воля» организации «Общенародный Союз Возрождения России» («ОСВР», бывший «Съезд граждан СССР»), Светлана Пеунова была провозглашена «лидером народа России». В программных документах организации ОСВР были провозглашены все те же самые конспирологические, антисемитские, националистические, антинаучные и псевдославянские лозунги, которые были характерны для предыдущих периодов деятельности Пеуновой.
В сентябре 2022 года, под влиянием событий вторжения России на Украину в ходе российско-украинской войны и начатой в России мобилизации, сторонники Пеуновой создали в России на базе ОСВР движение «Совет матерей и жён» (первоначальное название — «Всероссийский совет матерей»), которое возглавила Ольга Цуканова — давняя сторонница Светланы Пеуновой (в 2015 году Цуканова баллотировалась от пеуновской партии «Воля» в Самарской области). «Совет матерей и жён», провозглашающий своим духовным лидером Светлану Пеунову, привлекал в свои ряды матерей и жён убитых и мобилизованных на фронт российских военнослужащих, а также и просто активисток, выступающих против тяжёлых условий мобилизации. Основными требованиями, высказываемыми активистками «Совета», являются требования к российским властям по улучшению бытовых условий мобилизуемых на фронт военных РФ. Как и ОСВР, «Совет матерей и жён» в выступлениях практически всех своих активисток публично выражает недовольство слишком слабыми и нерешительными, на их взгляд, действиями российской армии против Украины и занимает радикально провоенную и антиукраинскую позицию:
Мы, граждане России, Совет матерей и жён, объявляем о недоверии системе власти, по нашему мнению, не избежавшей кровавого вооружённого конфликта с соседней страной, – имея неподготовленную для его ведения армию...
...мы требуем
...Отправить... <на Украину> ...не менее 1 млн силовиков...
...требуем от командования армии уничтожить все пути сообщения, по которым поставляется вооружение и боеприпасы для украинской армии…
Российская власть показательно дистанцируется от «Совета матерей и жён», как от «маргинальной организации». В пиаре и рекламе деятельности «Совета матерей и жён» в России в основном принимают участие провоенные российские левые активисты из числа сторонников «воссоздания СССР» и других лево-«патриотических» сил.
14 ноября более 20 активисток «Совета» приехали из разных городов России к штабу Западного военного округа в Петербурге, чтобы передать военным свои требования: начать переговоры с Украиной, отказаться от использования ядерного оружия, вывести срочников из Белгородской области, разобраться в случаях незаконного призыва или отправки срочников в зону военных действий.
В декабре 2022 года полицейские остановили её автомобиль по пути в Москву под предлогом поиска наркотиков, 22 января полицейские Самары задержали Цуканову при попытке вылететь в Москву. В мае 2023 года Совет, а также саму Цуканову внесли в список «иноагентов». В связи с этим, Цуканова сообщила об окончании работы организации в июле 2023 года.